# شهرستان کلارک (میسیسیپی)
|  |  |  |
|  |  |  |

شهرستان کلارک در شرق ایالت میسیسیپی، واقع در ایالات متحده آمریکا می‌باشد. جمعیت این شهرستان ۱۶٬۷۳۲ نفر (سال ۲۰۱۰) و وسعت آن ۱٬۷۹۶ کیلومتر مربع است. مرکز این شهرستان شهر کویتمن می‌باشد.
- شوبوتا، میسیسیپی
- پاچوتا، میسیسیپی
- اینترپرایز، میسیسیپی
- کویتمن، میسیسیپی